# Greatest Hits (Shania-Twain-Album)
Greatest Hits ist ein Best-of-Album der kanadischen Country-Sängerin Shania Twain. Das Album wurde am 8. November 2004 über das Label Merury Nashville veröffentlicht.

## Produktion und Gastbeiträge
Die auf dem Album enthaltenen Lieder sind zum größten Teil zuvor veröffentlichte Singles aus Shania Twains vorigen Alben seit 1995: The Woman in Me (sechs Tracks), Come On Over (acht Lieder) und Up! (drei Songs). Außerdem sind auf dem Tonträger drei neue Lieder enthalten: Don’t, I Ain’t No Quitter und Party for Two. Mark McGrath und Billy Currington treten in zwei verschiedenen Versionen von Party for Two als Gastmusiker auf.

## Titelliste (US-Version)
CD 1:
| #  | Titel                                          | Songwriter                 | Produzent    | Länge | Album                  |
| -- | ---------------------------------------------- | -------------------------- | ------------ | ----- | ---------------------- |
| 1  | Forever and for Always                         | Shania Twain, Robert Lange | Robert Lange | 4:03  | Up! (2002)             |
| 2  | I’m Gonna Getcha Good!                         | Shania Twain, Robert Lange | Robert Lange | 4:02  | Up! (2002)             |
| 3  | Up!                                            | Shania Twain, Robert Lange | Robert Lange | 2:53  | Up! (2002)             |
| 4  | Come on Over                                   | Shania Twain, Robert Lange | Robert Lange | 2:54  | Come On Over (1997)    |
| 5  | Man! I Feel Like a Woman!                      | Shania Twain, Robert Lange | Robert Lange | 3:54  | Come on Over (1997)    |
| 6  | That Don’t Impress Me Much                     | Shania Twain, Robert Lange | Robert Lange | 4:27  | Come on Over (1997)    |
| 7  | From This Moment On                            | Shania Twain, Robert Lange | Robert Lange | 3:55  | Come on Over (1997)    |
| 8  | Honey, I’m Home                                | Shania Twain, Robert Lange | Robert Lange | 3:37  | Come on Over (1997)    |
| 9  | You’re Still the One                           | Shania Twain, Robert Lange | Robert Lange | 3:15  | Come on Over (1997)    |
| 10 | Don’t Be Stupid (You Know I Love You)          | Shania Twain, Robert Lange | Robert Lange | 3:35  | Come on Over (1997)    |
| 11 | Love Gets Me Every Time                        | Shania Twain, Robert Lange | Robert Lange | 3:33  | Come on Over (1997)    |
| 12 | No One Needs to Know                           | Shania Twain, Robert Lange | Robert Lange | 3:03  | The Woman in Me (1995) |
| 13 | You Win My Love                                | Robert Lange               | Robert Lange | 3:45  | The Woman in Me (1995) |
| 14 | (If You’re Not in It for Love) I’m Outta Here! | Shania Twain, Robert Lange | Robert Lange | 3:48  | The Woman in Me (1995) |
| 15 | The Woman in Me (Needs the Man in You)         | Shania Twain, Robert Lange | Robert Lange | 3:57  | The Woman in Me (1995) |
| 16 | Any Man of Mine                                | Shania Twain, Robert Lange | Robert Lange | 4:06  | The Woman in Me (1995) |
| 17 | Whose Bed Have Your Boots Been Under?          | Shania Twain, Robert Lange | Robert Lange | 3:59  | The Woman in Me (1995) |
| 18 | Party for Two                                  | Shania Twain, Robert Lange | Robert Lange | 3:31  | zuvor unveröffentlicht |
| 19 | Don’t                                          | Shania Twain, Robert Lange | Robert Lange | 3:56  | zuvor unveröffentlicht |
| 20 | Party for Two                                  | Shania Twain, Robert Lange | Robert Lange | 3:31  | zuvor unveröffentlicht |
| 21 | I Ain’t No Quitter                             | Shania Twain, Robert Lange | Robert Lange | 3:30  | zuvor unveröffentlicht |

## Kommerzieller Erfolg

### Chartplatzierungen
Greatest Hits stieg am 22. November 2004 auf Platz 3 der deutschen Albumcharts ein. In den Billboard 200 debütierte der Tonträger in der Woche zum 27. November 2004 auf Platz 2. Das Album debütierte außerdem auf dem ersten Platz der kanadischen Albumcharts.
| ChartsChartplatzierungen       | Höchstplatzierung | Wochen |
| ------------------------------ | ----------------- | ------ |
| Deutschland (GfK)              | 3 (20 Wo.)        | 20     |
| Österreich (Ö3)                | 3 (18 Wo.)        | 18     |
| Schweiz (IFPI)                 | 4 (23 Wo.)        | 23     |
| Vereinigte Staaten (Billboard) | 2 (82 Wo.)        | 82     |
| Vereinigtes Königreich (OCC)   | 6 (31 Wo.)        | 31     |

| ChartsJahrescharts (2004)      | Platzierung |
| ------------------------------ | ----------- |
| Österreich (Ö3)                | 63          |
| Schweiz (IFPI)                 | 46          |
| Vereinigte Staaten (Billboard) | 133         |
| Vereinigtes Königreich (OCC)   | 28          |

| ChartsJahrescharts (2005)      | Platzierung |
| ------------------------------ | ----------- |
| Deutschland (GfK)              | 99          |
| Schweiz (IFPI)                 | 56          |
| Vereinigte Staaten (Billboard) | 9           |

### Auszeichnungen für Musikverkäufe
Greatest Hits wurde 2008 in den Vereinigten Staaten für über vier Millionen verkaufte Einheiten mit vierfach-Platin.
| Professionelle Bewertungen | Professionelle Bewertungen |
| -------------------------- | -------------------------- |
| Kritiken                   |                            |
| Quelle                     | Bewertung                  |
| allmusic                   | [ 16 ]                     |
| PopMatters                 | [ 17 ]                     |

| Land/Region                  | Auszeichnungen für Musikverkäufe (Land/Region, Auszeichnung, Verkäufe) | Verkäufe    |
| ---------------------------- | ---------------------------------------------------------------------- | ----------- |
| Australien (ARIA)            | 3× Platin                                                              | 210.000     |
| Belgien (BRMA)               | Gold                                                                   | 25.000      |
| Brasilien (PMB)              | Gold                                                                   | 50.000      |
| Dänemark (IFPI)              | Gold                                                                   | 20.000      |
| Deutschland (BVMI)           | Platin                                                                 | 200.000     |
| Europa (IFPI)                | Platin                                                                 | (1.000.000) |
| Irland (IRMA)                | 3× Platin                                                              | 45.000      |
| Kanada (MC)                  | Diamant                                                                | 1.000.000   |
| Neuseeland (RMNZ)            | 2× Platin                                                              | 30.000      |
| Österreich (IFPI)            | Gold                                                                   | 15.000      |
| Portugal (AFP)               | Silber                                                                 | 10.000      |
| Schweiz (IFPI)               | Platin                                                                 | 40.000      |
| Vereinigte Staaten (RIAA)    | 4× Platin                                                              | 4.000.000   |
| Vereinigtes Königreich (BPI) | 3× Platin                                                              | 900.000     |
| Insgesamt                    | 1× Silber · 4× Gold · 18× Platin · 1× Diamant ·                        | 6.545.000   |

Hauptartikel: Shania Twain/Auszeichnungen für Musikverkäufe